# Chatou
Pour les articles homonymes, voir Chatou (homonymie).
Chatou est une commune française située dans le département des Yvelines en région Île-de-France.
Chatou est notamment connue pour son riche patrimoine architectural, mais aussi pour les nombreux événements ayant lieu sur ses îles et le mouvement des Impressionnistes.

## Géographie

Localisation de Chatou dans les Yvelines.

### Localisation
Chatou est située au bord de la Seine dans la région Île-de-France, à 10 km en aval et à l'ouest de Paris, 6 km à l'est de Saint-Germain-en-Laye (sous-préfecture) et 10 km au nord de Versailles (préfecture).
Le territoire communal, entièrement urbanisé, se trouve dans une boucle de la Seine. En regardant le plan de la ville, on peut constater qu'il ressemble à une girafe assise. L'île des Impressionnistes, rattachée à Chatou, héberge un parc des expositions où sont organisées plusieurs manifestations.
La commune se trouve dans l'aire d'attraction de Paris, ainsi que dans son unité urbaine et dans son bassin de vie. En ce qui concerne l'emploi, elle se trouve dans la zone d'emploi de Seine-Yvelinoise

### Communes limitrophes
Le territoire communal est limitrophe du Vésinet à l'ouest, de Croissy-sur-Seine au sud, de Carrières-sur-Seine et Montesson au nord. À l'est, la Seine le sépare de Rueil-Malmaison (Hauts-de-Seine).
| Montesson         | Carrières-sur-Seine | Nanterre (Hauts-de-Seine)        |
| Le Vésinet        | Chatou              | Rueil-Malmaison (Hauts-de-Seine) |
| Croissy-sur-Seine | Croissy-sur-Seine   | Rueil-Malmaison (Hauts-de-Seine) |

### Géologie et relief
Le territoire de la commune, situé dans un méandre de la Seine est relativement plat. L'altitude maximale est de 58 m. Néanmoins, le nord de la ville est conséquemment plus élevé que le sud, ce qui lui donne une hauteur et une vue au-dessus de la vallée de la Seine et des Hauts-de-Seine.

### Hydrographie

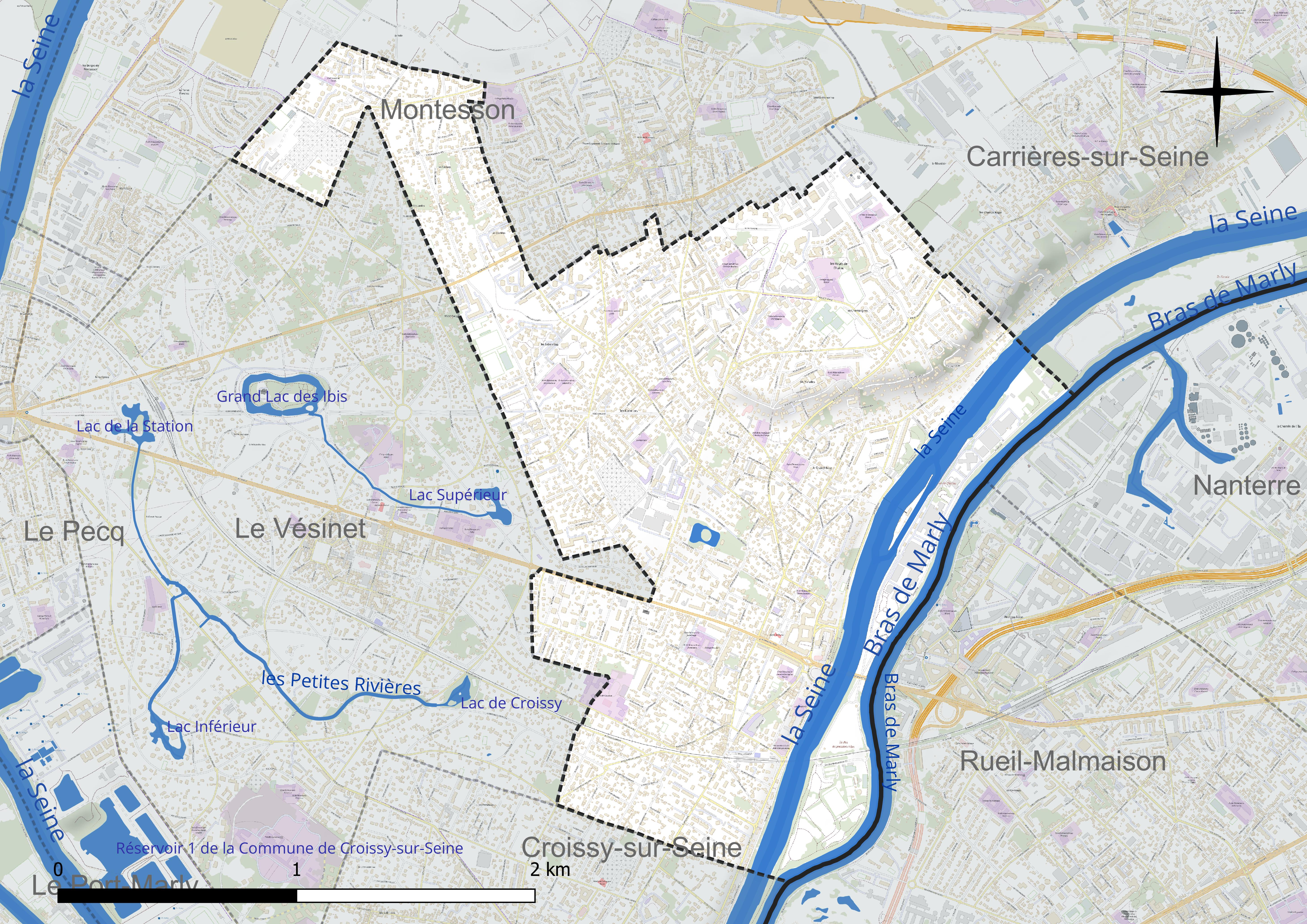
Carte hydrographique de la commune.

Chatou est limitée à l'est par le fleuve la Seine.

### Climat
Pour des articles plus généraux, voir Climat de l'Île-de-France et Climat des Yvelines.
En 2010, le climat de la commune est de type climat océanique dégradé des plaines du Centre et du Nord, selon une étude du CNRS s'appuyant sur une série de données couvrant la période 1971-2000. En 2020, Météo-France publie une typologie des climats de la France métropolitaine dans laquelle la commune est dans une zone de transition entre le climat océanique et le climat océanique altéré et est dans la région climatique Sud-ouest du bassin Parisien, caractérisée par une faible pluviométrie, notamment au printemps (120 à 150 mm) et un hiver froid (3,5 °C).
Pour la période 1971-2000, la température annuelle moyenne est de 12,1 °C, avec une amplitude thermique annuelle de 14,9 °C. Le cumul annuel moyen de précipitations est de 642 mm, avec 10,4 jours de précipitations en janvier et 7,8 jours en juillet. Pour la période 1991-2020, la température moyenne annuelle observée sur la station météorologique la plus proche, située à Toussus-le-Noble à 16 km à vol d'oiseau, est de 11,5 °C et le cumul annuel moyen de précipitations est de 677,0 mm,. Pour l'avenir, les paramètres climatiques de la commune estimés pour 2050 selon différents scénarios d'émission de gaz à effet de serre sont consultables sur un site dédié publié par Météo-France en novembre 2022.

## Urbanisme

### Typologie
Au 1er janvier 2024, Chatou est catégorisée grand centre urbain, selon la nouvelle grille communale de densité à sept niveaux définie par l'Insee en 2022.
Elle appartient à l'unité urbaine de Paris, une agglomération inter-départementale regroupant 407  communes, dont elle est une commune de la banlieue,,.
Par ailleurs la commune fait partie de l'aire d'attraction de Paris, dont elle est une commune du pôle principal,. Cette aire regroupe 1 929 communes,.

### Occupation des sols

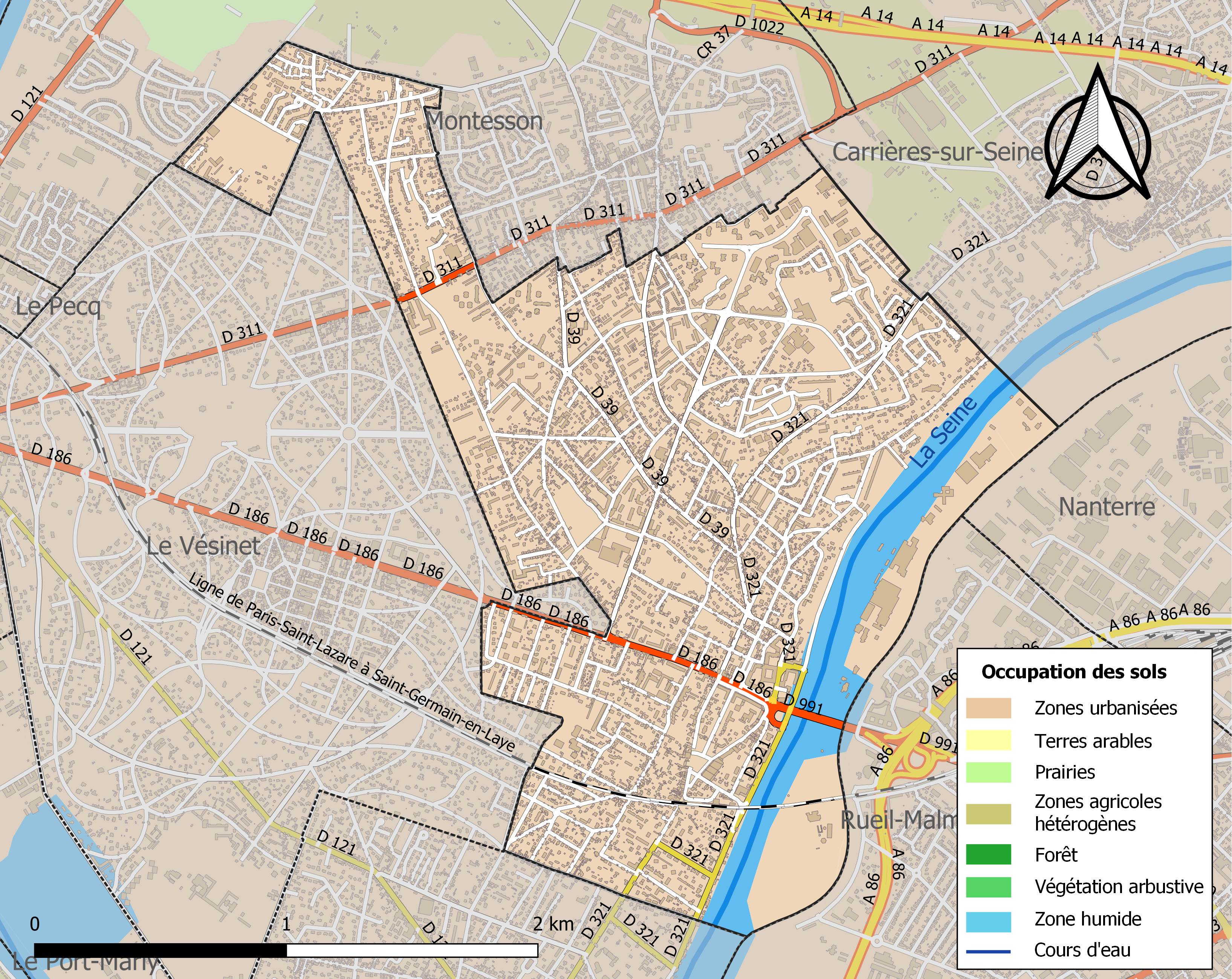
Carte des infrastructures et de l'occupation des sols de la commune en 2018 (CLC).

### Morphologie urbaine
Chatou s'est réellement constituée dans la deuxième partie du XIXe siècle. En effet, la construction civile a pour origine le chemin de fer et pour apogée la Belle Époque, entamée au lendemain de la guerre franco-allemande de 1870 et de la Commune de Paris, achevée lors des différentes déclarations de guerre[Quoi ?] de 1914.

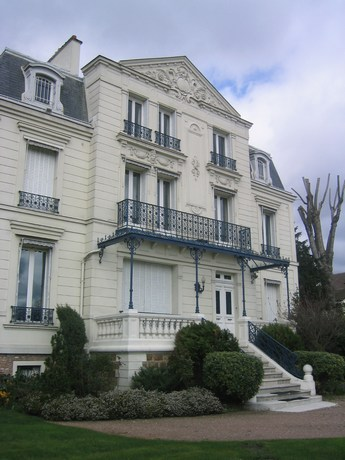
Hôtel particulier, avenue Aristide-Briand.
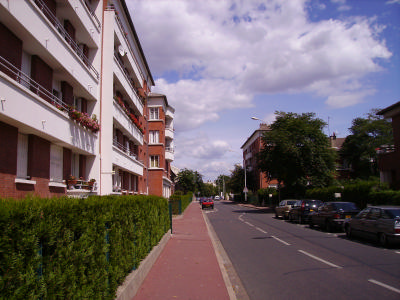
Ensemble d’immeubles HLM du quartier de la place Roux.
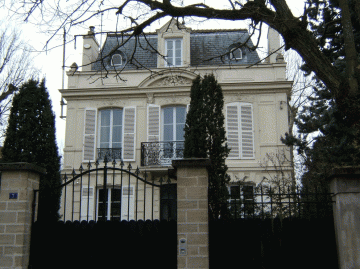
Villa style néoclassique, avenue Brimont.

Durant cette période de quarante ans naquit un urbanisme de villégiature transformé. Loin des maisonnettes et chalets des premiers temps du chemin de fer, l’urbanisation de la commune se traduit par l’émigration parisienne des nouvelles fortunes de la société industrielle réveillée par le Second Empire : banquiers, « négociants », ingénieurs, artistes lyriques, veuves joyeuses inoxydables, tous engagés dans la poursuite de constructions remarquables, villas en pierres de taille parfois agrémentées de parements de briques, façonnées dans les styles passés affectés par les architectes de la fin du XIXe siècle. Les maisons Mansart du Second Empire furent ainsi éclipsées par des architectures plus spectaculaires, néo-médiévale, néo-gothique, néo-Renaissance.
Par la suite, la ville a gagné en immeubles, en particulier près de la gare et dans le quartier des Hauts de Chatou. Ces immeubles furent essentiellement construits en vue de fournir une offre de logements sociaux[réf. nécessaire]. Néanmoins, leur nombre[Combien ?] est encore bien en dessous des 25 % exigés par l'article 55 de la loi SRU.

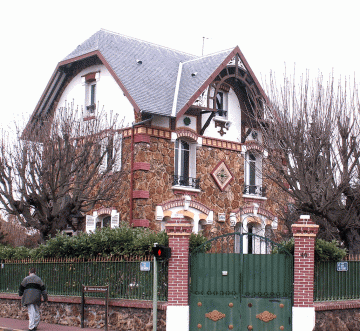
Plateau du Cou de la Girafe, villa style meulière (rue des Sablons).
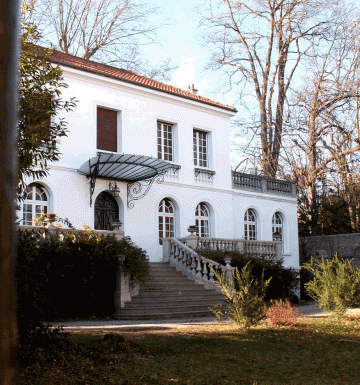
Villa privée style Art déco rue Henri-Penon.
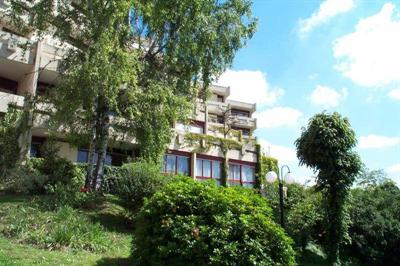
Immeubles du quartier des Hauts de Chatou, résidence de parc privé.

Au début des années 1970[Quand ?], Chatou a fait l'objet d'un fort développement de constructions de style moderne, aussi bien dans le domaine public que privé. Contrairement au Vésinet, la commune a favorisé le développement de telles constructions, qu'il s'agisse de rénovations de bâtiments anciens ou de constructions ad hoc[réf. nécessaire].

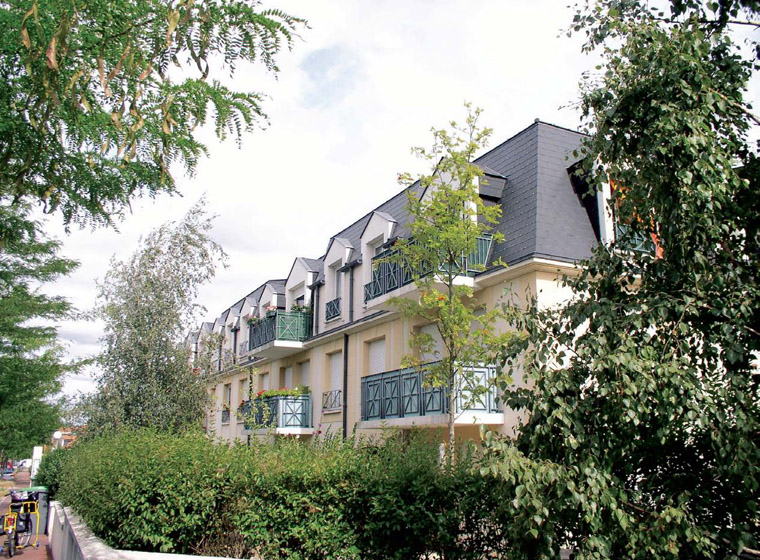
Ensemble d'habitations à loyers modérés, immeubles du quartier des Terres-Blanches.
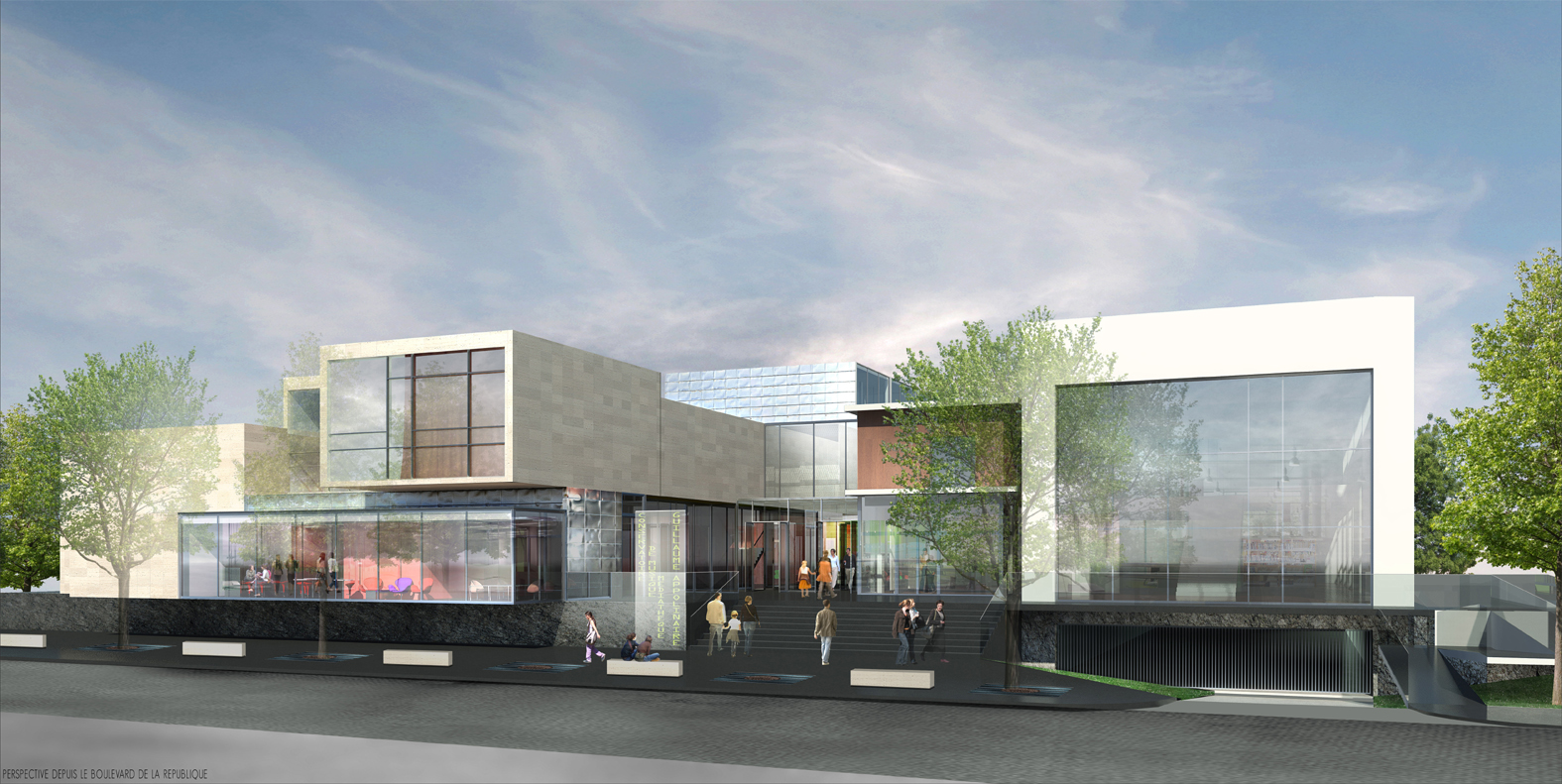
Le nouveau conservatoire (chantier terminé fin 2013). Réalisation d'IDA Concept.
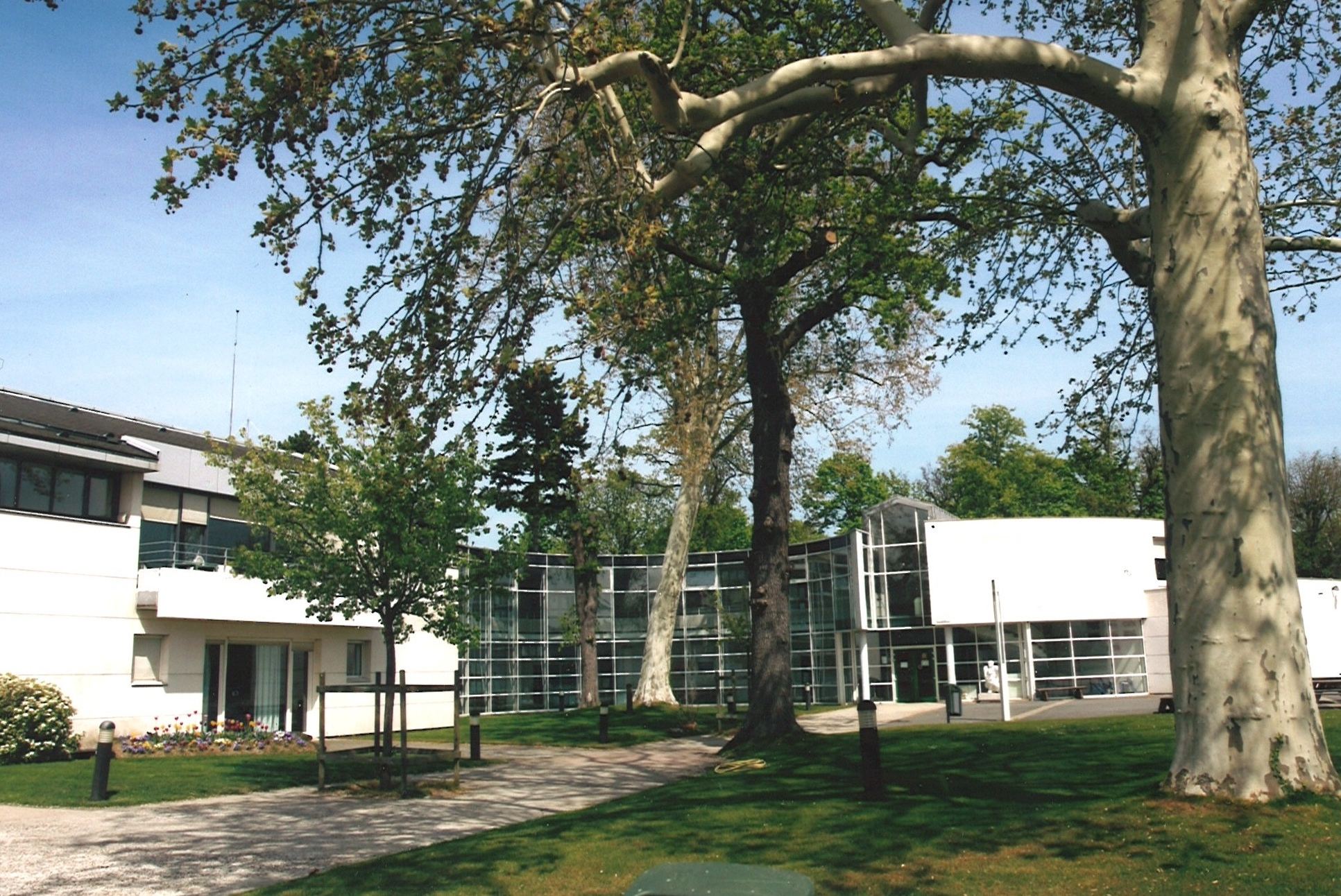
Lycée catholique de la maternelle au lycée, ensemble Le Bon Sauveur (intersection Chatou - Le Vésinet).
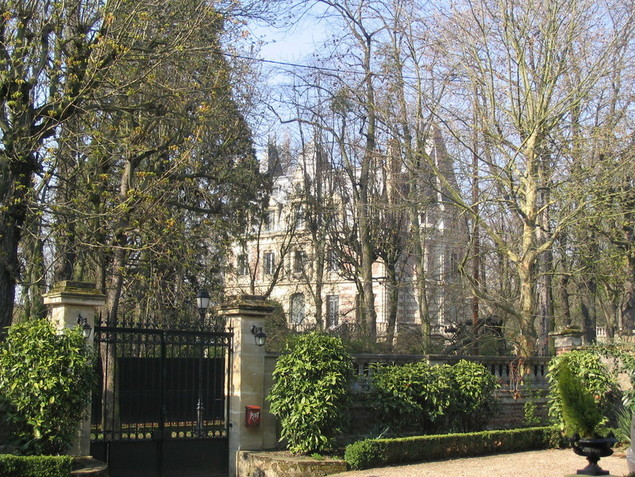
Habitation privée, villa de la pièce d'eau (voie de la villa Lambert).

L'Insee découpe la commune en 13 îlots regroupés pour l’information statistique.
La ville de Chatou divise son territoire en quatre quartiers, dans chacun desquels a été mis en place un conseil de quartier à rôle consultatif :
- Quartier Est : c’est le cœur historique de Chatou. Il se situe au nord de l’avenue Maréchal-Foch et le long de la Seine, et est traversé du nord au sud par l’axe structurant qu’est devenu la route de Carrières-sur-Seine. C’est là que se situait le vieux village de Chatou et où l’on trouve désormais la mairie, le centre administratif, l’église Notre-Dame, ainsi que plusieurs ensembles résidentiels historiques comme le parc de Chatou, lotissement créé en 1913, ou la villa Lambert, créée en 1873.
- Quartier Sud : il englobe toute la partie de Chatou qui se situe au sud de l’avenue Maréchal-Foch. Urbanisé plus tardivement que le quartier Est, c’est devenu le cœur commercial de la ville, du fait de la présence de la gare RER de Chatou-Croissy et des nombreux commerces situés sur la place Maurice-Berteaux.
- Quartier Nord : situé sur les hauteurs de la ville, c’est une zone résidentielle structurée autour du quartier de l’Europe, quartier d’immeubles créé dans les années 1970 et qui a développé son identité propre ainsi que plusieurs commerces. S’y trouve le plus haut immeuble de Chatou, la résidence Bel-Air (56 m) et les cités d'HLM Gambetta au nord et Les Marolles (construite dans les années 1950, réhabilitée en 2014 par 9 nouveaux bâtiments).
- Quartier Ouest : il comprend les zones de logement sociaux les Landes et les Sabinettes et les zones résidentielles qui avoisinent Le Vésinet et Montesson. Du fait de cette proximité, ses habitants peuvent utiliser aussi bien les commerces des cœurs historiques du Vésinet et de Montesson que ceux du centre de Chatou et du quartier Europe.

### Habitat et logement
En 2021, le nombre total de logements dans la commune était de 14 254, alors qu'il était de 13 925 en 2016 et de 13 602 en 2011.
Parmi ces logements, 90,4 % étaient des résidences principales, 2 % des résidences secondaires et 7,6 % des logements vacants. Ces logements étaient pour 27,9 % d'entre eux des maisons individuelles et pour 71,3 % des appartements.
Le tableau ci-dessous présente la typologie des logements à Chatou en 2021 en comparaison avec celle des Yvelines et de la France entière. Une caractéristique marquante du parc de logements est ainsi la faible proportion des résidences secondaires et logements occasionnels (2 %) par rapport au département (2,6 %) et à la France entière (9,7 %).
| Typologie                                               | Chatou | Yvelines | France entière |
| ------------------------------------------------------- | ------ | -------- | -------------- |
| Résidences principales (en %)                           | 90,4   | 91,1     | 82,2           |
| Résidences secondaires et logements occasionnels (en %) | 2      | 2,6      | 9,7            |
| Logements vacants (en %)                                | 7,6    | 6,3      | 8,1            |

La commune ne respecte pas les obligations qui lui sont faites par l'article 55 de la loi SRU de disposer d'au moins 25 % de son parc de résidences principales constituées de logements sociaux. En effet, ce taux, qui était de 12,04 % en 2002, n'atteint en 2019 que 16,21 % avec 2 090 logements sociaux. Chatou est donc astreint au paiement d'une pénalité financière qui s'est élevée à 126 238 ,18 € en 2020
Les quartiers les plus denses en logements sont ceux de la gare et de l'avenue Maupassant.
Les prix de l'immobilier sont traditionnellement onéreux, surtout pour les maisons et l'immobilier neuf. La tendance dans ce sens ne fait que s'accroitre avec les projets récents d'aménagement tels que le parc Auguste-Renoir ou l'arrivée de promoteurs haut de gamme comme Franco-Suisse.

### Voies de communication et transports
Voies routières
Le principal axe routier, d'orientation est-ouest, est l'avenue du Maréchal-Foch, l'ex-RN 186, qui se prolonge vers le Vésinet d'une part et vers Rueil-Malmaison (Hauts-de-Seine) par le pont de Chatou, d'autre part. La route départementale 321 qui relie Carrières-sur-Seine au nord à Croissy-sur-Seine au sud traverse également la commune.
Chatou a aménagé l'ensemble des berges de la Seine pour les circulations douces. La vélo-route internationale Avenue verte Paris-London traverse ainsi la commune sur l'ancien chemin de halage, assurant la continuité du tracé entre Rueil et Le Pecq. Ce même tracé est celui du Chemin des Impressionnistes, circuit pédestre touristique local.
Chatou a peint quelques portions de ses trottoirs en pistes cyclables, notamment sur le pont de Chatou qui la relie à l'île de Chatou et au réseau cyclable de Rueil, sur une portion de la RD 321 et en direction des Hauts-de-Chatou. Ces aménagements sécurisent la circulation cycliste locale pour de courts trajets, ils sont toutefois impropres à une utilisation intensive. Ils s'interrompent de plus à l'entrée de la commune du Vésinet, rompant ainsi la communication vers la commune de Saint-Germain-en-Laye.[réf. nécessaire]
Transports en commun
Chatou est desservie par la  gare de Chatou - Croissy sur la ligne A du RER, sur l'axe Saint-Germain-en-Laye / Paris via La Défense. Plusieurs lignes de bus desservent la commune et les communes limitrophes dont la ligne 1 Rueil-Malmaison - Saint-Germain-en-Laye.

## Toponymie
Le nom de la localité est attesté sous les formes Catonacp sur une pièce de monnaie mérovingienne, Captunacum ou Cattusvilla en 691 (la découverte de tombes mérovingiennes ferait plutôt opter pour la première proposition), Castelliolum, Chato au XIIIe siècle, Chatou en 1234.
L'étymologie du nom de Chatou demeure imprécise. Ce nom de Chatou pourrait dériver d'un nom de personne gallo-romain, Cattus.
Le Vésinet était un hameau de Chatou avant 1726.

## Histoire

### Antiquité
À l'époque gallo-romaine, Chatou est le siège d'une villa romaine, peut-être d'un dénommé Cattus, situé à la limite de forêt.

### Ancien Régime
Les derniers rois Mérovingiens ont un logis royal à l'abbaye d'Aupec (Le Pecq). Un acte de Bertefrid évêque d'Amiens concernant la fondation du monastère de Corbie est fait au « palais » de Chatou en 663 ; il est signé entre autres par saint Renobert évêque de Bayeux. En 704 Childebert III donne aux moines de l'abbaye d'Aupec la terre d'Aupec et ses dépendances. Il est probable que Chatou en fait partie.
La forêt entre la terre d'Aupec, ce qui est devenu Le Pecq, et Chatou est intitulé pendant plusieurs siècles Bois de la Trahison, nom qui apparaît encore sur la carte de 1640 de Jean Boisseau : Nouvelle Description du territoire et Banlievée de la Ville Citté et Universités de Paris,. Une des légendes sur ce nom veut que ce soit le lieu où Ganelon aurait ourdi sa trahison,.
À partir du IXe siècle, les abbayes et les seigneuries de Chatou et de Croissy apparaissent sur la lisière des bois du Vésinet et sur les bords de la Seine. Ainsi se forment, à peu près en même temps les villages de Chato (Chatou), Crociaco (Croissy) et Mons Texonis (Montesson). Les habitants vivent de pêche et de la culture de la vigne essentiellement.
En mars 845, une centaine de drakkars vikings conduits par Ragnar Lodbrok remontent la Seine pour piller Paris. Arrêtés à Charlevanne, ils passent sur le bras droit du fleuve où ils affrontent la population locale. Les habitants sont pendus dans l'île ou crucifiés sur les maisons, le village pillé et détruit… Le lieu de débarquement prend plus tard le nom de Malus Portus ou Mauport, « port maudit »,,.
Après leur départ, Chato (Chatou) et Crociaco (Croissy) deviennent la propriété des abbayes de Saint-Denis et de Malnoue d'Émerainville, concurremment avec quelques seigneurs séculiers.
Dans des titres de 1050 et 1114, Chatou et Montesson sont qualifiés de villes. En 1050, il existe un bac dont les religieuse de Malnoue étaient propriétaires. C'est à cette époque que commencent les différends entre Chatou et Montesson concernant la pâture située dans l'île, différend qui persiste jusque sous la Révolution.
Les anciennes archives indiquent que l'église de Chatou qui date du XIIe siècle est une cure pourvu d'un vicaire et que la ville est fortifiée.
En raison de leur emplacement, Chatou et les villes alentour étaient sur le chemin naturel du passage des Anglais durant la guerre de Cent Ans et Chatou est ainsi brûlée et pillée plusieurs fois. Lors de la chevauchée d'Édouard III en 1346 le Prince noir, fils du roi d’Angleterre, brûle Croissy et Chatou et s’empare de Saint-Germain-en-Laye. En 1470 il y a 2 habitants à Croissy, 4 à Montesson et 30 à Chatou.
En 1360, Montesson se sépare de Chatou.
En 1374, Gilles Mallet (mort en 1410) « varlet de chambre » et écuyer du roi Charles V, devient seigneur de Chatou, bénéficiaire des droits que possèdent encore l'abbaye de Saint-Denis dans ce territoire. Il fait un premier mariage avec Pernelle de Gaurrien, dont il a en 1374 un fils, Philippe, qui à terme devient seigneur de Chatou à son tour. Il épouse en secondes noces Nicole de Chambly et en a deux fils : Jean et Charles ; ce dernier sera aussi seigneur de Chatou.
La guerre de Cent Ans fait des ravages dans cette région. En 1470, il ne reste plus que 30 habitants à Chatou.
En 1577, Thomas Le Pileur achète les biens que l'abbaye de Malnoue d'Émerainville possède encore à Chatou. Ses héritiers, les Portail, lui succèdent jusqu'au début du XVIIe siècle.
En 1603, Claude de Luynes est seigneur de Chatou.
En 1612, le seigneur de Chatou et le seigneur de La Borde vendent à Louis XIII 335 arpents de bois qui sont ajoutés à la forêt du Vésinet.
C’est vers 1626 qu’est prise la décision de construire un pont de bois, remplaçant le bac. Ce pont, en bois, est construit en 1650 par M. Portail, premier président du parlement de Paris. Ce pont est cédé en 1723 à Louis XV moyennant une rente annuelle et sert jusqu'en 1813. De 1770 à 1790, la commune paye 7 livres et 10 sous pour péage du pont.
En 1775, Henri Bertin achète la seigneurie de Chatou à monsieur d'Allard. Il restaure le Château-Vieux. Il fait construire, sur les plans de Soufflot, le Nymphée de Chatou et fait également bâtir un deuxième château, qui sera détruit en 1910. Henri Bertin est le dernier seigneur de Chatou. Les autres grands propriétaires étaient alors les familles de Crussols, d'Aligre, d'Allard et Charles Philippe de France, comte d'Artois qui y possédait une faisanderie.

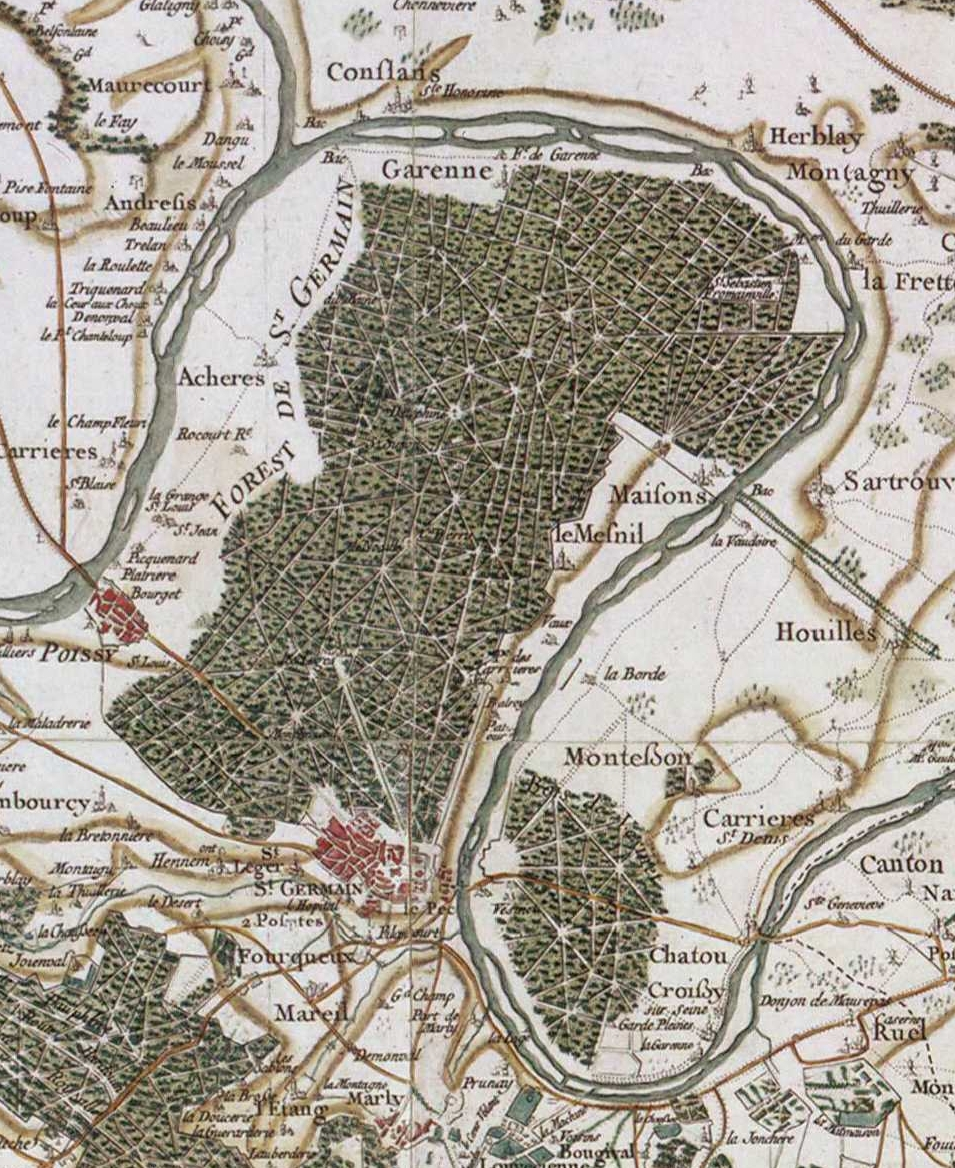
Chatou dans une boucle de la Seine,
vers 1780 (carte de Cassini).

### Révolution française et Empire
En 1789, une section de la garde nationale de Chatou prend part à la prise de la Bastille. En 1790, le péage du pont est aboli et en 1791 le territoire est divisé en 4 sections. En mars 1791, la commune enregistre l’enrôlement d'une dizaine de volontaires.
En 1793, après 5 années de pertes la famine augmente et une longue période de disette commence.
Le 28 juin 1815, le général Beker se rend à Chatou accompagné d'un détachement de dragons et d'infanterie de la Garde Impériale avec ordre de brûler le pont de Chatou afin d'arrêter la marche des troupes alliées. L'embrasement dure 2 jours. Le 30 juin les pontonniers prussiens établissent un pont en planches (alors que la veille, l'empereur Napoléon a quitté La Malmaison pour Rochefort). Mais ce pont provisoire à Chatou n'ayant pas été prêt assez tôt, les colonnes prussiennes du maréchal Blucher traversent le territoire et se rendent au pont du Pecq qui est attaqué et pris. Un gros corps prussien reste dans la commune jusqu'au 7 juillet. Après la bataille de Rocquencourt où les Prussiens perdent environ 1 200 hommes, les troupes anglaises leur succèdent jusque fin octobre 1815.

### Époque contemporaine
Au cours du XIXe siècle, c'est d'abord le développement des cultures maraîchères. En 1819, une gelée de mai détruit les vignes et les légumes.
En 1825, les habitants se plaignent du péage qu'ils payent pour le passage sur le pont de bois rétabli sur la Seine après la guerre.
En 1832, la ville est touchée par l'épidémie de choléra. La même année des protestations vigoureuses s'élèvent à nouveau contre le péage du pont. Ce pont a couté 60 000 Francs, et le péage donne de 30 000 à 36 000 Francs de revenus annuels au propriétaire. Camille Perier, élu maire en 1832, réussit à faire abolir le droit de péage en 1834, ce qui  permet aux habitants d'accéder à un passage rapide et gratuit vers Paris. De plus, en 1836, un pont de pierre remplace l'ancien pont de bois. En 1837, la construction de la ligne de chemin de fer de Paris au Pecq contribue aussi à l'expansion du village. Chatou attire les Parisiens qui viennent y faire du canotage et fréquenter les guinguettes au bord de l'eau. Des villas se construisent.

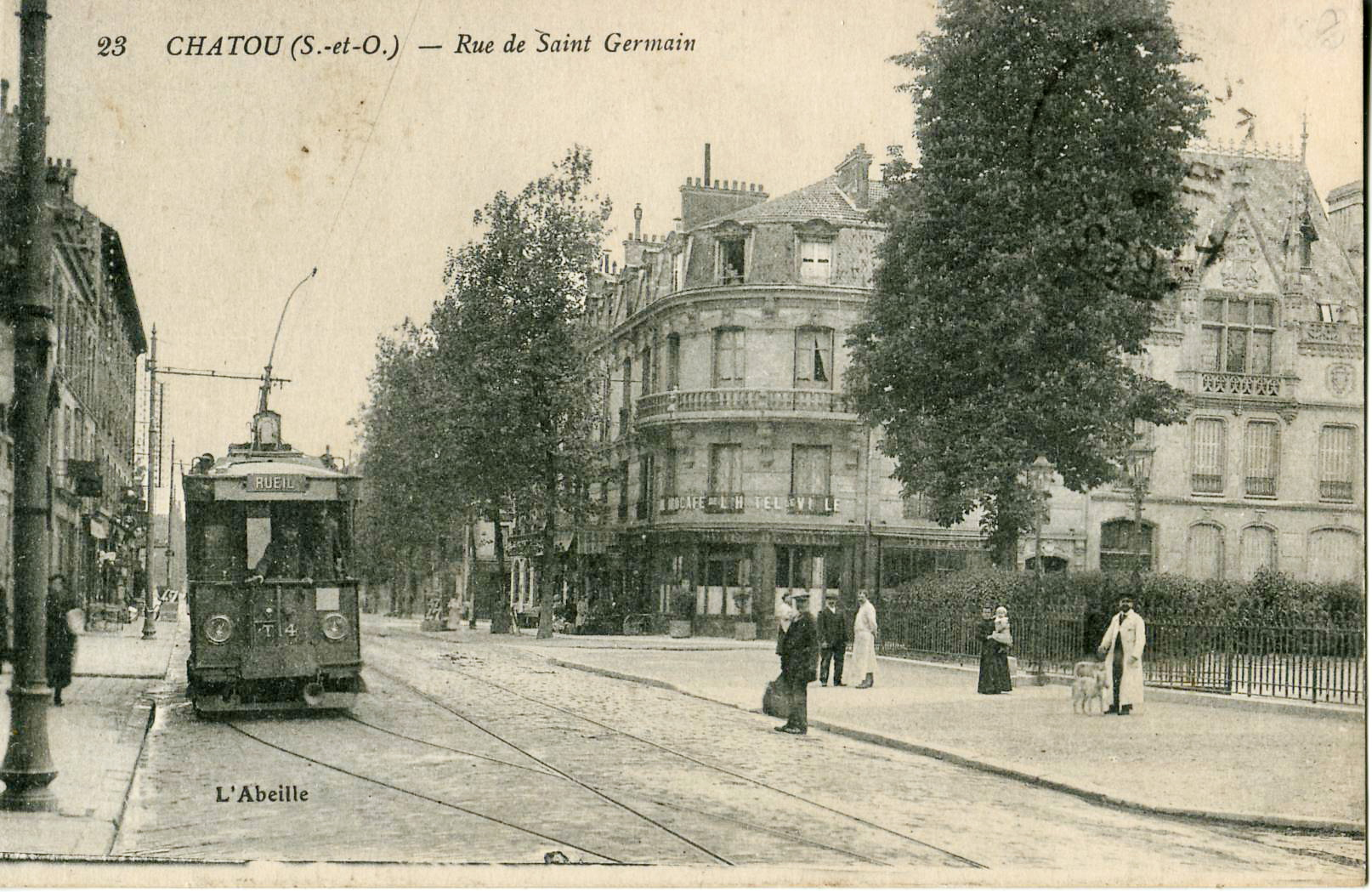
Le tramway pour Rueil,
au début du XX.

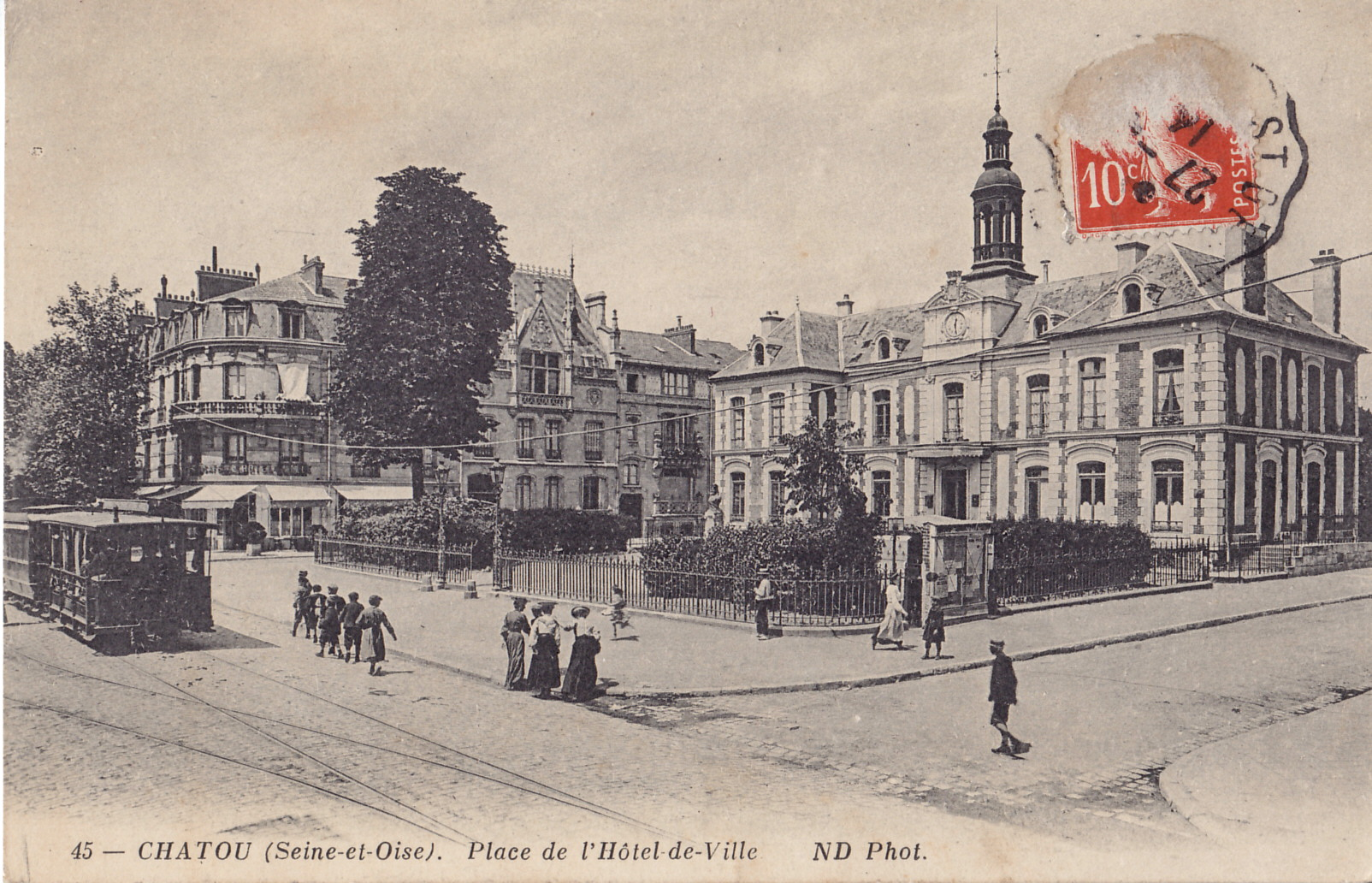
L'hôtel de ville,
dans les années 1900.

En 1848, des insurgés de Paris mettent le feu au pont du chemin de fer et dévastent la station de Chatou. Ils sont repoussés par la garde mobile et des cavaliers du 3e régiment de dragons. Chatou entre alors dans l'ère moderne avec l'installation d'un réseau de gaz, d'un éclairage public, et surtout d'un tramway. C'est aussi à cette période qu'est créé le marché.
Après le désastre de Sedan, les uhlans paraissent en ville le 19 septembre 1870, c'est le début du siège de Paris, et le 21 un bataillon de chasseurs badois s'établit dans la commune. Différents corps d'armée les remplacèrent à tour de rôle, devenant de plus en plus exigeants. Les réquisitions forcées se succédèrent et le maire provisoire François Laubeuf, est pris en otage par les Prussiens qui ont découvert un dépôt d'armes dans l'église abandonnée. Il doit la vie sauve à l'abbé Borreau, curé de Carrières-Saint-Denis et du docteur Lelièvre, qui s'interposent, ceux-ci ayant prodigué des soins aux blessés y compris à des soldats prussiens. Napoléon Ancelin est fusillé pour avoir refusé l'entrée de sa maison aux Allemands. Un pillage des maisons abandonnées est opéré par les soldats allemands en particulier par la Landwehr et les Poméraniens. Des dégâts sont aussi causés par les obus tirés du Mont-Valérien.
En 1878, la villa de Camille Perier est racheté par la commune et devient l'hôtel de ville. Un campanile est rajouté en 1879 sur ce nouvel hôtel de ville. La vente concerne aussi un terrain assez important qui permet de construire un nouveau lotissement, début d'un nouveau quartier.
Puis vers la fin du XIXe siècle, les peintres impressionnistes, puis les fauves, s'intéressent particulièrement à un restaurant situé sur l'île de Chatou (devenue depuis l'île des Impressionnistes depuis) entre deux bras de la Seine et tenu par Alphonse Fournaise. Auguste Renoir devient un habitué du restaurant Maison Fournaise, il y peint de nombreux tableaux de 1869 à 1884, dont par exemple un de ces tableaux les plus célèbres : Le Déjeuner des canotiers,. Parmi les fauves, André Derain, natif de Chatou, devient lui-aussi un habitué du  lieu au début du XXe siècle, avec un atelier à proximité de cette maison.
L'année 1898 marque un tournant dans l'histoire industrielle de la ville avec l'arrivée des usines Pathé qui emploieront jusqu'à 1 700 personnes jusqu'en 1955. Cette usine, d'architecture Art déco cessera son activité en 1990 et, n'étant pas classée, sera détruite en novembre 2004 dans le cadre d'un projet de ZAC, malgré les protestations de milliers de personnes, une pétition d'une centaine d'artistes et de l'association Chatou Notre Ville qui voulaient la conserver en tant que patrimoine culturel du XXe siècle et pour ses qualités architecturales. Entre 1945 et 1985, on y produisait les disques Pathé, La Voix de son Maître, Columbia, Capitol, Métro-Goldwyn-Mayer, Témoignages, Pathé-Vox, Cetra-Soria, Odéon,.
En 1922, du sculpteur Charles Maillard, est inauguré le premier monument en hommage à Maurice Berteaux.
De 1921 et 1929, le constructeur d’automobiles sportives Georges Irat produit plus d'un millier de voitures au 37 boulevard de la République, site repris par Thales Avionics.
À la fin de la Seconde Guerre mondiale a lieu, le 25 août 1944, le massacre de Chatou, moment tragique de la Libération qui voit le massacre de 27 civils et résistants par les troupes allemandes,. C'est en leur mémoire que la rue des Vingt-Sept-Martyrs est ainsi nommée.
En 1966, le pont de pierre est détruit et un nouveau pont est ouvert une centaine de mètres plus loin, inauguré par le ministre de l'équipement, Edgard Pisani. L'ouvrage métallique est long de trois cent quinze mètres, il franchit les deux bras de la Seine par des arches d'une seule portée, passe au-dessus de l'île des Impressionnistes entre ces deux bras avec un passage permettant de se rendre sur cette île, et comprend une chaussée de quatorze mètres de large. Les travaux avaient commencé en 1964. La ville s'étoffe avec la création de centres sportif et culturel. Sur l'île des impressionnistes (ou île de Chatou), la municipalité accueille la Foire nationale à la brocante et aux jambons, initialement implantée dans Paris, à partir de 1971,. Un parc des impressionnistes est créé de l'autre côté du pont de chemin de fer, sur l'île, à la fin des années 1970. Dans les années 1990, la maison Fournaise, et la maison Levanneur, implantées toutes deux sur cette île, sont restaurées, et une gare d'eau est aménagée par derrière. La maison Fournaise avait été longtemps menacée de délabrement : elle est inscrite à l'inventaire supplémentaire des monuments historiques en 1982.
Réalisé par VNF, un nouveau barrage, dessiné par l’architecte Luc Weizmann remplace en 2014 le barrage de 1932 entre Chatou et l’île dite des Impressionnistes, avec un projet d'éclairage esthétique. Il est équipé d'une échelle à poissons qui permet de rétablir la continuité piscicole.

## Politique et administration

### Rattachements administratifs et électoraux

#### Rattachements administratifs
Antérieurement à la loi du 10 juillet 1964, la commune faisait partie du département de Seine-et-Oise.
La réorganisation de la région parisienne en 1964 fit que la commune appartient désormais au département des  Yvelines et à son arrondissement de Saint-Germain-en-Laye, après un transfert administratif effectif au 1er janvier 1968.
Elle faisait partie de 1793 à 1964 du canton de Saint-Germain-en-Laye, année où elle devient le chef-lieu du canton de Chatou. Dans le cadre du redécoupage cantonal de 2014 en France, cette circonscription administrative territoriale a disparu, et le canton n'est plus qu'une circonscription électorale.

#### Rattachements électoraux
Pour les élections départementales, la commune est  depuis 2014 le bureau centralisateur  d'un nouveau canton de Chatou, porté de deux à cinq communes.
Pour l'élection des députés, elle fait partie de la quatrième circonscription des Yvelines.

### Intercommunalité
Chatou était le siège de la communauté d'agglomération de la Boucle de la Seine, un établissement public de coopération intercommunale (EPCI) à fiscalité propre créé fin 2004 et auquel la commune avait transféré un certain nombre de ses compétences, dans les conditions déterminées par le code général des collectivités territoriales.
Conformément aux prescriptions de la loi de réforme des collectivités territoriales du 16 décembre 2010, qui a prévu le renforcement et la simplification des intercommunalités et la constitution de structures intercommunales de grande taille, celle-ci fusionne avec la communauté d'agglomération Saint-Germain Seine et Forêts, et la communauté de communes Maisons-Mesnil pour former, le 1er janvier 2016, la communauté d'agglomération Saint Germain Boucles de Seine, dont est désormais membre la commune.

### Tendances politiques et résultats
Lors du second tour des élections municipales de 2008, où le maire sortant Christian Murez ne se représentait pas, la liste menée par Ghislain Fournier (majorité présidentielle) obtient la majorité relative des suffrages exprimés 45,84 % lors d'une quadrangulaire, devançant les listes menées par Jacqueline Penez (PS, 25,12 %), par Pierre Arrivetz (DVD, 15,89 %) et celle de Jean-Jacques Rassial (MoDem, 13,14 %).
Au premier tour des élections municipales de 2014 dans les Yvelines, la liste UMP-UDI menée par le maire sortant Ghislain Fournier obtient la majorité absolue des suffrages exprimés, avec 6 085 voix (56,92 %, 31 conseillers municipaux dont 8 communautaires), devançant très largement celles menées respectivement par :
 
- Emmanuel Loevenbruck 	(DVD, 1 642 voix, 15,36 %, 3 conseillers municipaux élus dont 1 communautaire) ; 

- Pierre Grison (PS-PCF-EELV, 1 588 voix, 14,85 %, 3 conseillers municipaux élus dont 1 communautaire) ; 

- Pierre Arrivetz (DVD, 1 375 voix, 12,86 %, 2 conseillers municipaux élus).

Lors de ce scrutin, 46,34 % des électeurs se sont abstenus. 	
Au premier tour des élections municipales de 2020 dans les Yvelines, la liste DVD - LR - LREM - UDI - SL menée par le maire sortant Éric Dumoulin — qui avait succédé en 2016 à Ghislain Fournier, démissionnaire — obtient la majorité absolue des suffrages exprimés, avec 4 972 voix (75,21 %, 35 conseillers municipaux élus dont 7 communautaires), devançant très largement celle  	G·s - EÉLV - PS - ND menée par José Tomas , qui a recueilli 1 638 voix (24,78 %, 4 conseillers municipaux élus dont 1 communautaire).
Lors de ce scrutin marqué par la pandémie de Covid-19 en France, 66,71 % des électeurs se sont abstenus.

### Liste des maires
| Période                                  | Période                       | Identité             | Étiquette                      | Qualité |
| ---------------------------------------- | ----------------------------- | -------------------- | ------------------------------ | --- |
| Les données manquantes sont à compléter. |                               |                      |                                | |
| 1944                                     | 1947                          | Jacques Bouvier      | Comité de Libération de Chatou | Ingénieur |
| 1947                                     | 1953                          | Henry Vercken        | RPF                            | Avocat - Conseil, Croix de Guerre 14-18 |
| 1953                                     | 1954                          | André Combe          | Liste CNIP, ARS, RPF, MRP      | Entrepreneur |
| 1954                                     | mars 1959                     | Albert Laubeuf       | Gauche (Liste Rad, RGR, SFIO)  | Architecte |
| mars 1959                                | mars 1971                     | Jean-François Henry, | CNIP                           | Haut fonctionnaire, conseiller d’État Conseiller général de Chatou (1964 → 1967) |
| mars 1971                                | mars 1979                     | Jacques Catinat      | UDR puis RPR                   | Imprimeur, éditeur Conseiller régional Conseiller général de Chatou (1967 → 1979) Mort en fonction |
| mai 1979                                 | décembre 1981                 | Charles Finaltéri    | DVD                            | Journaliste, cadre à l'ORTF puis à FR3 Mort en fonction |
| février 1982                             | juin 1995                     | Jean Bonnet          | RPR                            | Pharmacien de Chatou Conseiller général de Chatou (1988 → 1994) |
| juin 1995                                | mars 2008                     | Christian Murez,     | RPR puis UMP                   | Médecin généraliste de Chatou Président de la CCBS (2008 → 2014) Suppléant du député Pierre Lequiller |
| mars 2008                                | janvier 2018,                 | Ghislain Fournier    | UMP puis LR                    | Consultant, chef d'entreprise Conseiller général puis départemental de Chatou (1994 → 2021) Vice-président du conseil départemental (2015 → 2021) Démissionnaire pour raisons professionnelles                                                                        |
| janvier 2018                             | octobre 2024,                 | Éric Dumoulin        | DVD-LR                         | Dirigeant de société Sénateur des Yvelines (2024 → ) Conseiller départemental de Chatou (2021 → ) Vice-président du Conseil départemental (2021 → 2024) Vice-président de la CA Saint Germain Boucles de Seine (2020 → 2024) Démissionnaire après son entrée au Sénat |
| octobre 2024                             | En cours (au 28 octobre 2024) | Michèle Grellier     |                                | Ancienne psychologue dans le secteur social Présidente du Sivom des Coteaux de Seine |

### Labellisations
En 2002, pour entretenir l'héritage culturel laissé par les Impressionnistes dans les Yvelines, Chatou, avec huit autres communes riveraines de la Seine, Carrières-sur-Seine, Croissy-sur-Seine, Bougival, Louveciennes, Marly-le-Roi, Le Port-Marly, Le Pecq et Noisy-le-Roi, crée le label et la structure « Pays des Impressionnistes »,. Rueil-Malmaison, qui y est entré en 2010, en est sorti en 2016. Croissy-sur-Seine et Carrières-sur-Seine ont demandé à en sortir en 2017[réf. nécessaire].

### Jumelages
En septembre 2023, Chatou n'est jumelée avec aucune commune.

## Équipements et services publics

### Enseignement
Chatou est située dans l'académie de Versailles. Elle dépend de la zone C.
Établissements scolaires
D'après le site du Journal des femmes, consulté en août 2022, la ville dispose de onze écoles maternelles dont huit publiques et trois privées, de sept écoles élémentaires (5 publiques et 2 privées), de trois collèges dont deux publics et un privé, et d'un lycée privé :
Établissements publics :
- École maternelle Les Champagnes - 26 rue des Vignobles
- École maternelle Les Chardrottes - 6 chemin de Traverse
- École maternelle Les Cormiers - 146 rue du Général-Leclerc
- École maternelle Ernest-Bousson - 22 avenue Ernest-Bousson
- École maternelle Les Larris - 226 rue du Général-Leclerc
- École maternelle Les Marolles - 57 avenue de Verdun
- École maternelle Les Sabinettes - 5 rue des Sabinettes
- École maternelle et élémentaire Les Champs-Moutons - 46 rue des Vignobles
- École élémentaire Jules-Ferry - 49 rue Léo- Barbier
- École élémentaire Victor-Hugo - 5 chemin de Traverse
- École élémentaire Jean-Rostand - 11 rue des Sabinettes
- École élémentaire Val-Fleuri - 3 rue Lami
- Collège Paul-Bert - 12 rue des Écoles
- Collège Auguste-Renoir - 71 rue Auguste-Renoir

Établissements privés :
- École Jeanne-d'Arc / Notre-Dame (maternelle - primaire) - 6 rue du Général Colin
- École Perceval (maternelle - primaire - collège - lycée) - 5 avenue d'Epremesnil  (utilise la pédagogie Steiner-Waldorf, d'après son site)
- École Gan-Lehaim Chatou (maternelle) - 57 boulevard de la République

## Population et société

### Démographie
Les habitants sont appelés les Catoviens.

#### Évolution démographique
L'évolution du nombre d'habitants est connue à travers les recensements de la population effectués dans la commune depuis 1793. Pour les communes de plus de 10 000 habitants les recensements ont lieu chaque année à la suite d'une enquête par sondage auprès d'un échantillon d'adresses représentant 8 % de leurs logements, contrairement aux autres communes qui ont un recensement réel tous les cinq ans,.

En 2022, la commune comptait 30 054 habitants, en évolution de −3,47 % par rapport à 2016 (Yvelines : +2,72 %, France hors Mayotte : +2,11 %).
| 1793  | 1800 | 1806 | 1821 | 1831 | 1836  | 1841  | 1846  | 1851  |
| ----- | ---- | ---- | ---- | ---- | ----- | ----- | ----- | ----- |
| 1 124 | 926  | 984  | 993  | 955  | 1 027 | 1 100 | 1 200 | 1 292 |

| 1856  | 1861  | 1866  | 1872  | 1876  | 1881  | 1886  | 1891  | 1896  |
| ----- | ----- | ----- | ----- | ----- | ----- | ----- | ----- | ----- |
| 1 422 | 1 804 | 2 662 | 3 194 | 2 956 | 3 382 | 3 921 | 3 580 | 4 171 |

| 1901  | 1906  | 1911  | 1921  | 1926  | 1931   | 1936   | 1946   | 1954   |
| ----- | ----- | ----- | ----- | ----- | ------ | ------ | ------ | ------ |
| 4 514 | 5 483 | 6 532 | 8 036 | 9 757 | 12 023 | 11 861 | 12 811 | 15 338 |

| 1962   | 1968   | 1975   | 1982   | 1990   | 1999   | 2006   | 2011   | 2016   |
| ------ | ------ | ------ | ------ | ------ | ------ | ------ | ------ | ------ |
| 21 655 | 22 619 | 26 550 | 28 437 | 27 977 | 28 588 | 29 472 | 30 281 | 31 134 |

| 2021   | 2022   | - | - | - | - | - | - | - |
| ------ | ------ | - | - | - | - | - | - | - |
| 29 649 | 30 054 | - | - | - | - | - | - | - |

Il s'agit de la 230e ville la plus peuplée de France métropolitaine[Quand ?][réf. nécessaire]

#### Pyramide des âges
En 2018, le taux de personnes d'un âge inférieur à 30 ans s'élève à 35,7 %, soit en dessous de la moyenne départementale (38 %). À l'inverse, le taux de personnes d'âge supérieur à 60 ans est de 22,8 % la même année, alors qu'il est de 21,7 % au niveau départemental.
En 2018, la commune comptait 14 336 hommes pour 15 994 femmes, soit un taux de 52,73 % de femmes, légèrement supérieur au taux départemental (51,32 %).
Les pyramides des âges de la commune et du département s'établissent comme suit.
| Hommes | Classe d’âge | Femmes |
| ------ | ------------ | ------ |
| 0,7    | 90 ou +      | 1,7    |
| 6,6    | 75-89 ans    | 8,9    |
| 13,1   | 60-74 ans    | 14,3   |
| 21,5   | 45-59 ans    | 21,0   |
| 20,2   | 30-44 ans    | 20,4   |
| 16,8   | 15-29 ans    | 15,5   |
| 21,1   | 0-14 ans     | 18,2   |

| Hommes | Classe d’âge | Femmes |
| ------ | ------------ | ------ |
| 0,6    | 90 ou +      | 1,4    |
| 6      | 75-89 ans    | 7,8    |
| 13,5   | 60-74 ans    | 14,8   |
| 20,7   | 45-59 ans    | 20,1   |
| 19,6   | 30-44 ans    | 19,9   |
| 18,5   | 15-29 ans    | 16,8   |
| 21,2   | 0-14 ans     | 19,2   |

### Manifestations culturelles et festivités
Le parc des expositions de l'île des Impressionnistes rattachée à Chatou, héberge annuellement plusieurs manifestations, notamment :
- deux fois par an depuis 1970, la « foire de Chatou » anciennement la « foire nationale à la brocante et aux jambons »[76],[77],[78] ;
- depuis 2010, le festival de musique électronique Elektric Park Festival (anciennement Inox Park jusqu'en 2016). Les éditions de 2013 et 2014 ont vu l'affluence passer le seuil des 20 000 personnes[79] ;
- depuis 2017, le festival du film pour l'environnement C'est déjà demain, annuel, en janvier, organisé par l'association Forum & projet, axé sur le développement durable ;
- depuis 2021, le festival Lumières Impressionnistes, annuel, en septembre[80].

### Sports et loisirs
Chatou est la première ville de France où le football aurait été pratiqué, selon Le Monde illustré du 14 décembre 1867. Lors du Tour de France 2021, Chatou est ville de départ de la 21e et dernière étape (arrivée sur l'avenue des Champs-Élysées à Paris).

#### Football
La ville de Chatou est le siège de l'Association Sportive Chatou. Le club est promu en National 3 pour la première fois de son histoire, à la suite de son sacre en Régional 1 lors de la saison 2022-2023. Les matchs de l'équipe première ont lieu au stade Charles-Finaltéri, ou bien au complexe des Impressionnistes. L'équipe a atteint les 64es de finale de la Coupe de France en 2021, éliminé par Chartres Football.

### Cultes

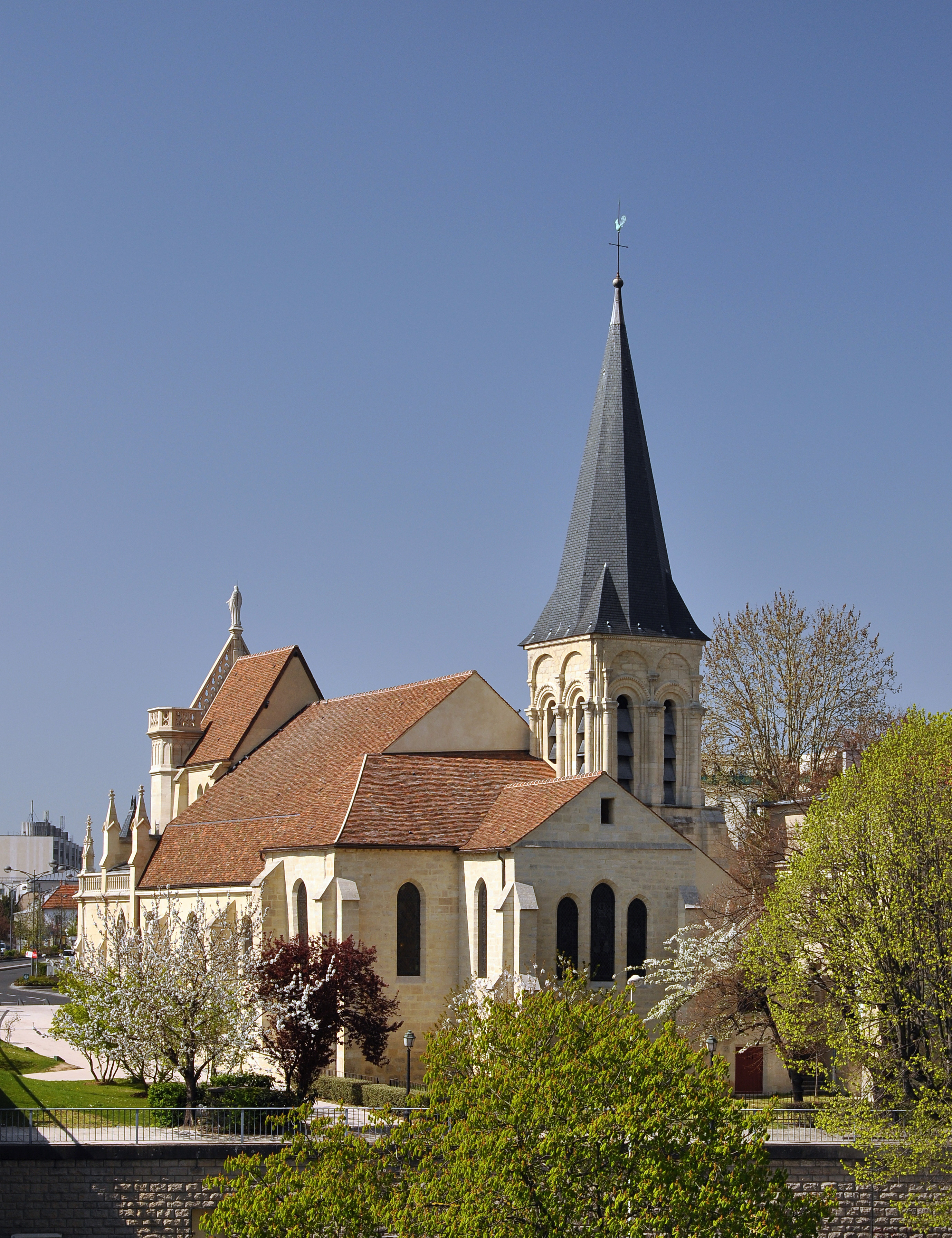
L'église Notre-Dame à Chatou.

Lieux du culte catholique à Chatou :
- Église Notre-Dame (4, place Sainte-Marie) ;
- Église Sainte-Thérèse (36, route de Maisons) ;
- Chapelle Saint-Jean (208, rue des Landes) ;
- Relais paroissial Saint-Louis (30 bis, rue Auguste-Renoir).

## Économie

### Revenus de la population et fiscalité
En 2010, le revenu fiscal médian par ménage était de 44 828 €, ce qui plaçait Chatou au 895e rang parmi les 31 525 communes de plus de 39 ménages en métropole.

### Emploi
La population active de la commune s'élève[Quand ?] à 15 139 personnes, dont 14 012 ayant un emploi (taux de chômage : 7,5 %) 14,6 % d'entre eux travaillent à Chatou, 17,7 % dans le département des Yvelines hors Chatou, et 66,7 % dans un autre département de l'Île-de-France, notamment à la Défense et à Paris, qui sont aisément accessibles par le RER A depuis la gare de Chatou - Croissy (11 min pour la Défense, 15 min pour l'Étoile).

### Entreprises et commerces
À l'origine, l'économie locale fonctionnait surtout grâce au commerce, développée grâce à la position privilégiée de la ville sur la Seine.

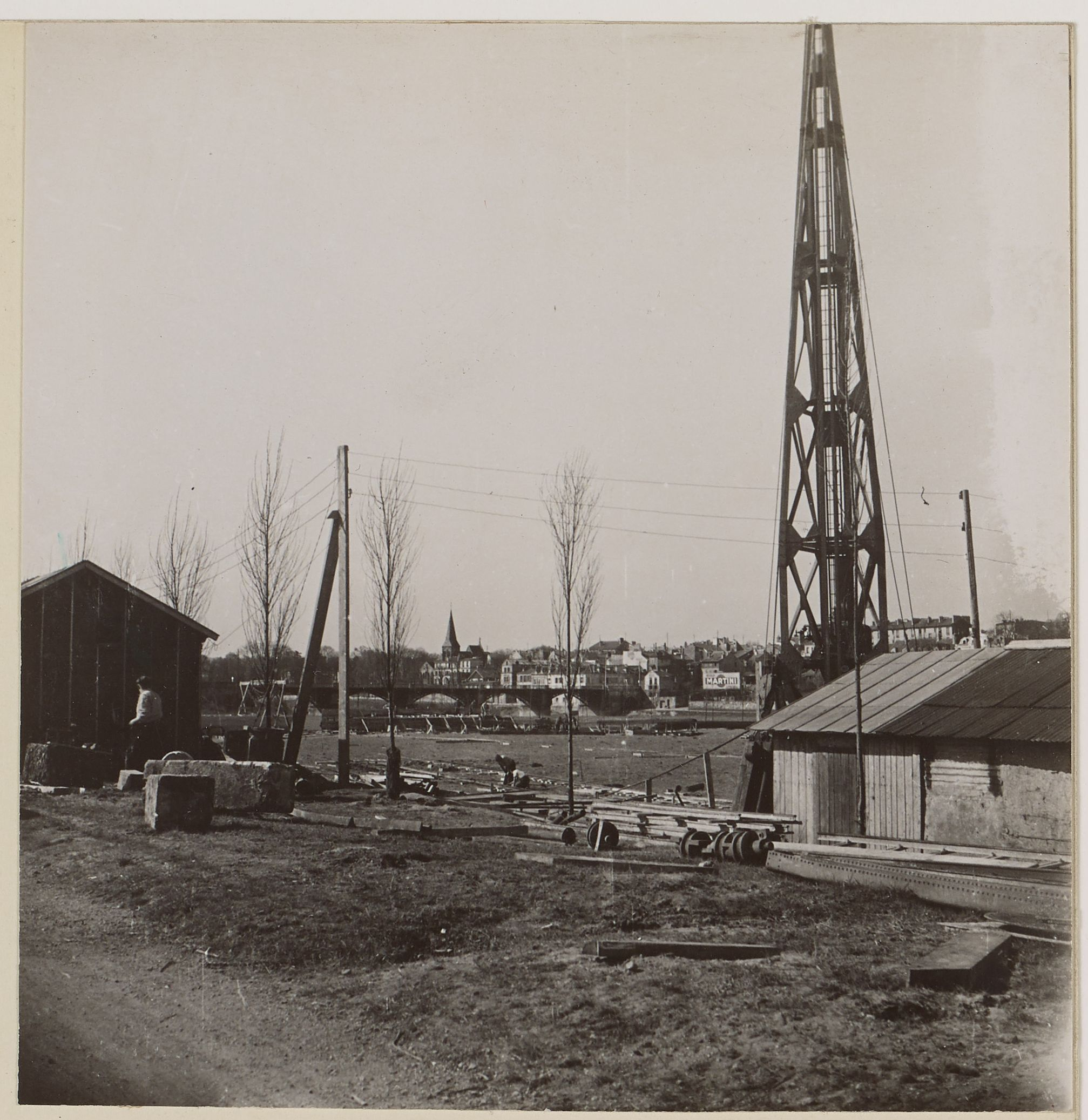
Construction du laboratoire hydraulique dans l'île (1938)

À la fin du XIXe siècle, la ville prit son essor industriel avec l'arrivée des usines Pathé qui draina un grand nombre d'entreprises.
Aujourd'hui[Quand ?], la commune de Chatou accueille 136 entreprises, principalement à vocation tertiaire, dans quatre zones d'activités sur plus de 64 000 m2.
Dans le nord de l'île des Impressionnistes, se trouve l'un des trois sites de la division « études et recherches » d’EDF (Laboratoire national d'hydraulique et département environnement) qui emploie 850 personnes avec 9 000 m2 réservé aux halls d'essai.

## Culture locale et patrimoine

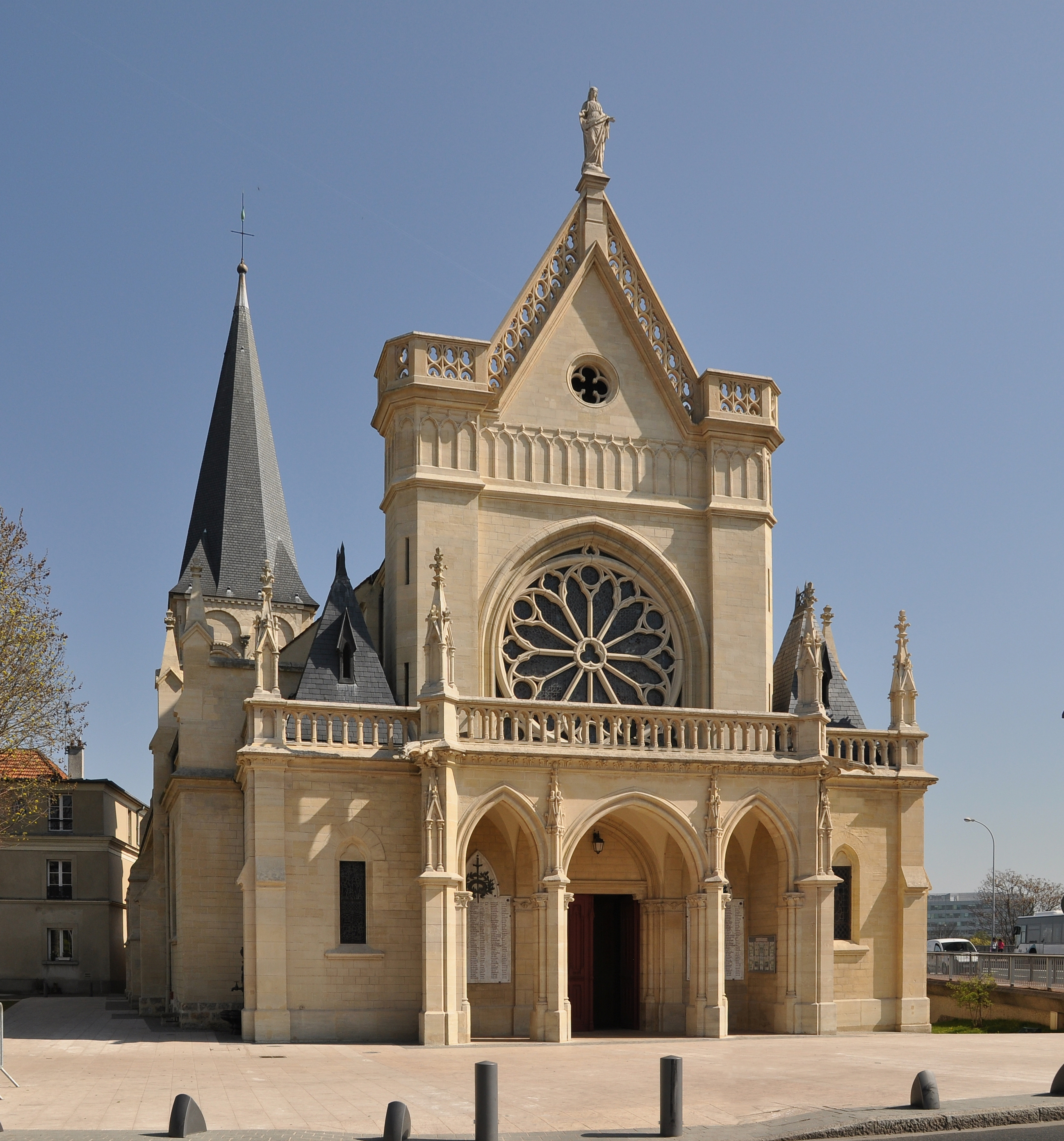
Église Notre-Dame.

### Lieux et monuments

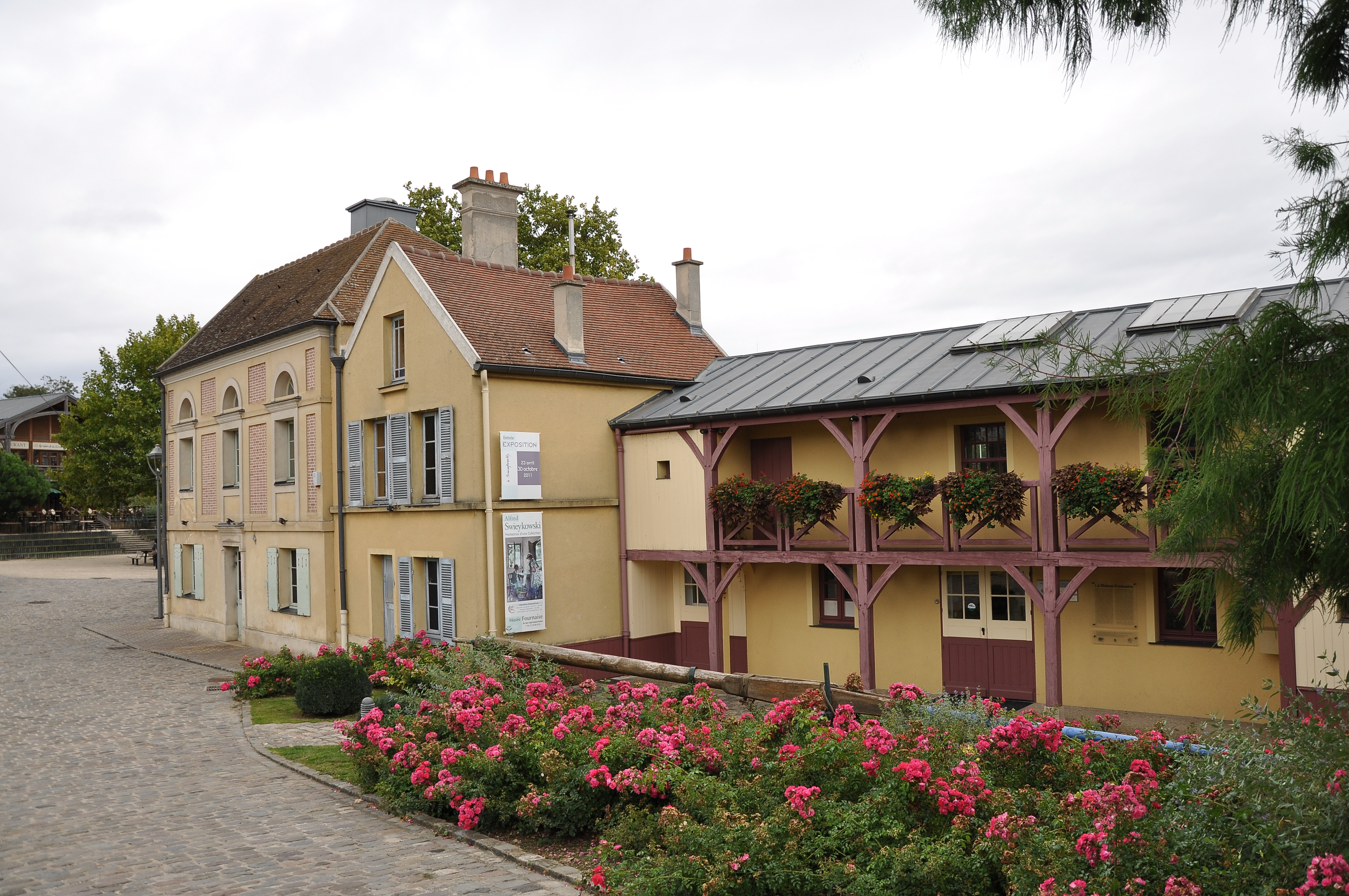
La Maison Fournaise.

- L'église Notre-Dame est une église romane en pierre calcaire du XIIIe siècle, bâtie sur l'emplacement de la première église de Chatou construite en bois au XIe siècle.

De cet édifice initial, ne subsistent que le clocher et le chevet. L'église fut agrandie et restaurée au cours des siècles. La nef fut reconstruite en 1622 puis, après les bombardements de 1871, par l'architecte Paul Abadie. La façade a été ajoutée en 1880 (œuvre d'Eugène Bardon).
L'église possède également différents éléments remarquables à l'intérieur de l'édifice.
- La maison Fournaise

Restaurant datant du milieu du XIXe siècle, haut lieu des impressionnistes et du canotage.
Auguste Renoir y peignit le célèbre Déjeuner des canotiers. Beaucoup d'artistes fréquentèrent ce lieu, dont Claude Monet, Alfred Sisley, Berthe Morisot, Édouard Manet, Guy de Maupassant… Elle est ensuite transformée en restaurant-musée.
- L'usine Pathé-Marconi : berceau du microsillon en Europe en 1951, grand bâtiment de style art déco construit de 1929 à 1931 dans le boulevard de la République, sur les plans du cabinet Wallis, Gilbert et Partners qui compte parmi les plus célèbres cabinets d'architectes de l'art déco au Royaume-Uni. Abandonnée depuis 1992, dernière usine Pathé, elle a été détruite au début du mois de novembre 2004[83].
- Le nymphée de Soufflot :

C'est une fabrique de jardin ou « folie », construite pour abriter une source, située dans un parc et visible depuis l'île de Chatou. En forme de coquille inversée, en verre et pierre meulière, elle date de 1777. Œuvre de Jacques-Germain Soufflot (l'architecte du Panthéon), elle a été construite pour Henri Bertin, seigneur de Chatou et ministre de Louis XV et de Louis XVI, en même temps que le château détruit en 1912.
Monument classé en 1952, son état a été jugé inquiétant par l'architecte des bâtiments de France en 1999 (dans un article du Monde d'Emmanuel de Roux provoqué par l'association Chatou Notre Ville) sans qu'aucun projet de restauration n'ait vu le jour.
Le 9 novembre 2021, la ville de Chatou a acquis le monument dans le but de procéder à sa rénovation et, éventuellement, d'y ouvrir les visites au public. Les travaux de rénovation sont susceptibles de durer plusieurs années.
- La maison Levanneur :

À l'origine, elle abritait le restaurant Levanneur fréquenté notamment par Maurice de Vlaminck et André Derain. Rachetée par la ville de Chatou en 1991, et rénovée en 1995, la maison accueille, de 1997 à 2017, le Cneai, Centre national édition art image, puis, à partir de 2018, une galerie d'art contemporain, la galerie Bessières.
- La gare d'eau :

C'est une construction en bois abritant au son rez-de-chaussée l'association Sequana qui entretient et rénove des bateaux ayant navigué sur la Seine au temps des impressionnistes ; et à l'étage un restaurant donnant sur les bords de Seine.

### Patrimoine culturel
Chatou s'est employée à sauvegarder plusieurs édifices liés à son histoire. De 1971 à 1979, Jacques Catinat, éditeur et historien local, en est le maire. La commune a connu une évolution brutale au XXe siècle. Elle n'est plus un village des bords de Seine, mais en conserve la nostalgie. Le nymphée est classé depuis 1952. Jacques Catinat cherche à préserver le souvenir des impressionnistes et des fauves, en sauvant le hameau de Fournaise (la maison Fournaise, la maison Levanneur, etc.) qui est abandonné et dont les bâtiments se délabrent. Une première demande de classement aux Monuments historiques échoue, en raison du manque de valeur des bâtiments d'un point de vue strictement architectural. Jacques Catinat meurt en fonction en mars 1977 mais l'attention apportée par la municipalité au hameau Fournaise et aux souvenirs de l'époque des impressionnistes commence à porter ses fruits. Le successeur de Jacques Catinat, Charles Finalteri, signe en septembre 1979, dans la continuité des négociations lancées par sa mairie, un acte d'achat des maisons Fournaise et Levanneur. Une décennie de travaux commencent sur les édifices mais aussi leur environnement et les berges. L'association Les Amis de La Maison Fournaise est créée en 1981. En juin 1982, le ministère de la Culture, qui a changé de détenteur, décide l'inscription de la maison Fournaise à l'inventaire supplémentaire des monuments historiques français. Des subventions suivent de l'État, s'ajoutant à un effort de la région et du département, en complément des investissements de la commune. Le 6 novembre 1990, un restaurant ouvre au sein de la maison Fournaise rénovée. Le 6 octobre 1992, un espace muséal, le Musée Fournaise, ouvre à son tour, dans ce bâtiment. Autre élément du hameau Fournaise, la maison Levanneur, acquise elle aussi par la municipalité et rénovée, abrite de 1997 à 2017, à l'initiative de la ville et du ministère de la culture, le Centre national édition art image (Cneai). Plusieurs associations s'activent pour la sauvegarde du patrimoine : Les Amis de La Maison Fournaise, Chatou Notre Ville et Sequana (qui restaure des canots et embarcations).
Au début du XXIe siècle, le magazine français L'Express publie un dossier intitulé : « Où vit-on le mieux dans les Yvelines, 19 communes au banc d'essai ». Chatou y est classée 16e sur 19 sur le plan de la Culture. Dans une synthèse consacrée à cette commune, le journaliste Rémi Delahaye qualifie cette ville de « belle endormie » mais note qu'elle a une des plus basses fiscalités locales du département, « ceci explique peut-être cela », commente-t-il.
Au début des années 2000, toujours, un bâtiment industriel historique, rare témoignage (non classé) dans le monde industriel de l'Art déco, l'usine Pathé-Marconi, construit entre 1929 et 1931, fermé depuis 1932, est détruit, le terrain faisant l'objet d'une opération immobilière qui nécessite une révision du plan d'occupation des sols municipal. L'association Chatou notre ville  a beau tenter de mobiliser les médias (ce qu'elle réussit en partie) et émettre des contre-propositions auprès du maire, Christian Munez, le projet est mené à son terme, mais marque les esprits comme en témoigne encore le site de la commune : « Le choc provoqué par l'annonce de la démolition suscita des articles de presse dans Le Monde, Le Figaro, Le Moniteur des Travaux Publics ainsi qu'un  reportage de Claire Chazal sur TF1. Cette affaire a ouvert une plaie qui n'est pas encore aujourd'hui refermée ».
En 2010, le successeur de Christian Munez, Ghislain Fournier, permet au producteur de musique Joachim Garraud de créer un festival electro sur un terrain de la commune en plein air (l'île des Impressionnistes), le festival Inox Park Paris, renommé quelques années plus tard en Elektric Park Festival,. En 2013, la municipalité, toujours animée par Ghislain Fournier, ouvre l'Espace Hal Singer, du nom d'un saxophoniste américain résidant alors à Chatou, un espace qui regroupe une médiathèque, un conservatoire, un auditorium, ainsi que deux salles de spectacle.
Début 2018, à la suite du départ du Centre national édition art image (Cneai) de la maison Levanneur, celui-ci est ensuite remplacé dans les espaces libérés par une galerie d'art contemporain, la Galerie Bessières,. Fin 2021, toujours dans le domaine de l'art contemporain, un autre espace, situé sur la place Sainte-Marie qui jouxte l'église Notre-Dame de Chatou, est mis à disposition  d'une association d'artistes locaux, intitulée Berthe et Edgar, en hommage aux artistes qui les ont précédés au XIXe siècle, pour présenter les créations de ces artistes. Enfin, toujours fin 2021, la commune a racheté le nymphée après plusieurs alertes sur la dégradation de cet édifice du XVIIIe siècle,,. 2021 est aussi en septembre l'année de la première édition d'une manifestation culturelle a priori annuelle, le festival Lumières impressionnistes, toujours sur l'île des Impressionnistes, occasion de différentes fêtes et de marché artisanal, jouant là encore sur une évocation du Chatou du XIXe siècle, des canotiers sur la Seine et des Impressionnistes.
En septembre 2024, le premier musée au monde, appelé MACS MTO, porté par l'associsation MTO Shahmaghsoudi et consacré au soufisme ouvre à Chatou.
La ville de l'usine de Pathé-Marconi a compté un cinéma dès 1925, un cinéma à la façade art-déco, le Magic-Ciné. L'établissement change de propriétaire en 1935, et est rebaptisé Olympia. Il ferme définitivement ses portes en 1976. Mais un centre artistique dénommé Centre  Jacques-Catinat abrite désormais le cinéma Louis-Jouvet, qui comprend deux salles dont la gestion est déléguée à un organisme spécialisé. Ce centre accueille également des représentations théâtrales et offre une salle pour diverses manifestations et expositions. Le centre Jacques-Catinat est aussi un lieu de conférence et d'enseignement mis à contribution par un centre d'histoire de l'art (CEHA) dont les diplômes sont reconnus par l’État.

### Chatou dans les arts et la culture
Chatou a servi de lieu de tournage  en 2011 pour le film Adieu Berthe, l'enterrement de Mémé de Bruno Podalydès.

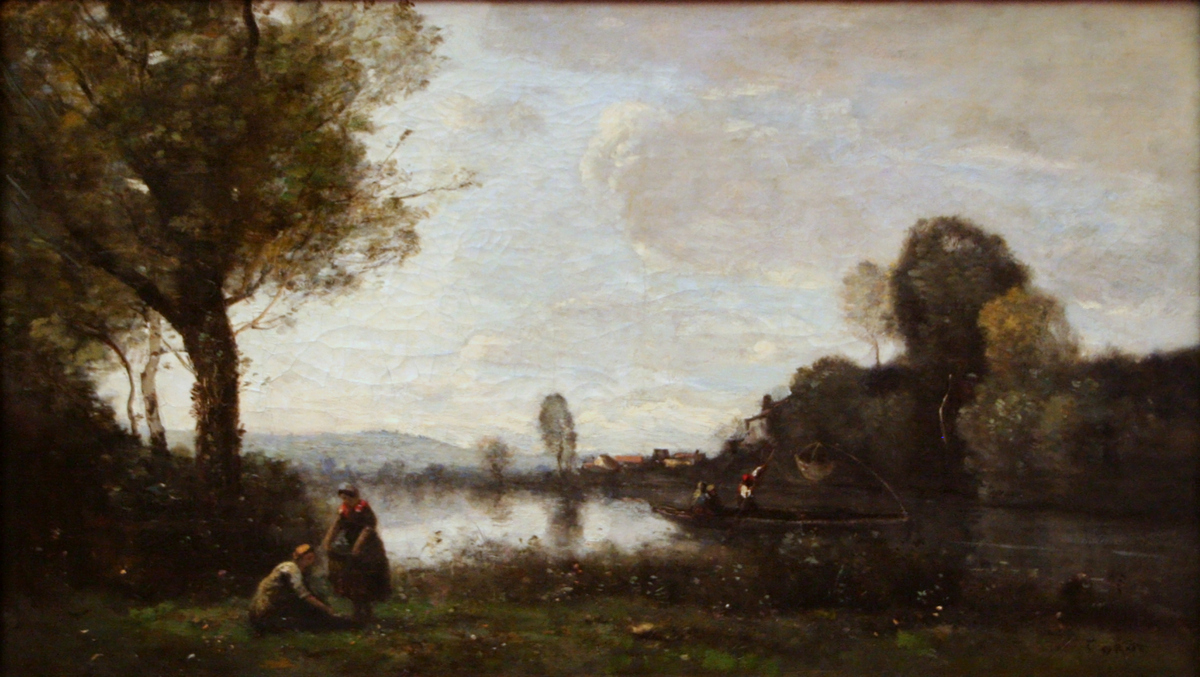
Jean-Baptiste Camille Corot, : La Seine à Chatou (vers 1855, Alte Nationalgalerie (Berlin)).

### Personnalités liées à la commune
- Paul Abadie (1812-1884) : conseiller municipal de Chatou de 1870 à 1874, architecte de la basilique du Sacré-Cœur de Montmartre en 1874, vécut au no 6, route des Princes. Il est mort à Chatou en 1884 et est enterré dans l'ancien cimetière (cimetière des Landes).
- Maurice Berteaux (1852-1911) : ministre de la Guerre en 1904-1905 et 1911, maire de Chatou de 1891 à 1911, député de Chatou (1re circonscription de Versailles) de 1893 à 1911, vice-président de la chambre des députés de 1906 à 1911. Mort le 21 mai 1911 décapité par un avion à Issy-les-Moulineaux lors de la course Paris-Madrid, il a eu des funérailles nationales. Il a vécu au no 17, rue Labélonye.
- Henri Léonard Jean Baptiste Bertin : dernier seigneur de Chatou (1762-1789), ministre de Louis XV et de Louis XVI, contrôleur général des finances de 1759 à 1763, ministre de l'Agriculture, des Postes, des Mines de 1763 à 1781, fondateur du cabinet des Chartes (ancêtre des Archives nationales), fondateur des Écoles vétérinaires de Lyon et de Maisons-Alfort, ami de Turgot qu'il a nommé comme intendant de Limoges, partisan de la réforme des Parlements instaurée par Louis XV et Maupeou (1770-1774).
- Claude Bessy : ancienne danseuse étoile et directrice de l'opéra de Paris. Réside à Chatou.
- Marcel Body (Limoges, 1894 - Chatou, 1984) : a été typographe, membre du Groupe communiste français de Moscou dès 1918, militant du Parti communiste et diplomate de l'URSS en Norvège.
- Raymond Boisserie : accordéoniste.
- Lucien Dalsace : acteur français né à Chatou en 1893 au no 54, avenue du Chemin-de-Fer.
- André Derain : né à Chatou en 1880, peintre, illustrateur et sculpteur français, un des fondateurs du fauvisme.
- Pierre Desproges : « humaniste misanthrope », humoriste, homme de lettres, a donné en 1986 une interview mémorable dans son bureau, à Chatou, qu'il concluait en reconnaissant devant l'objectif que « sa seule certitude dans la vie est de vivre dans le doute. »
- Lucie Dreyfus : née Hadamard, épouse d'Alfred Dreyfus[réf. nécessaire].
- Maurice Donnay : dramaturge, de l'Académie française (1907), Grand officier de la Légion d'honneur (1935) repose dans le caveau de famille de son épouse, dans l’ancien cimetière de Chatou (dit des Landes).
- Lucien Fabre, René Maget, Pierre Bourgeois : successivement présidents de Pathé-Marconi entre 1937 et 1959. Ils participèrent au développement économique de la ville de Chatou, dont l'usine Pathé-Marconi du boulevard de la République employa jusqu'à 2 000 personnes à la fin des années 1950.
- Joachim Garraud : habitait à Chatou jusqu'en 2010[réf. nécessaire].
- Charles Lamoureux : chef d'orchestre, fondateur des concerts qui portent son nom, a possédé de 1876 à sa mort en 1899 une maison à Chatou au no 2, avenue du Parc : la villa Haëndel.
- Jean Levavasseur (1924-1999), escrimeur, médaillé olympique.
- Gilles Mallet : seigneur de Chatou, conseiller de Charles V le Sage, créateur de la Librairie du Roi.
- Charles Maillard (1876-1973) : sculpteur, réalise en 1920 le monument et la statue du ministre de la Guerre Maurice Berteaux, inauguré en 1922.
- Gustave Maincent (1848-1897), peintre, a peint à Chatou et est domicilié à la Maison Fournaise peu avant sa mort subite dans le train près de Rueil. Plusieurs de ses tableaux sont conservés au musée Fournaise[100].
- Georges Mandel (1885-1944) : né à Chatou au no 10, avenue du Chemin-de-Fer (désormais avenue du Général-Sarrail) en 1885. Il est chef de cabinet de Clemenceau de 1917 à 1920, ministre des PTT de 1934 à 1936, ministre des Colonies de 1938 à 1940, ministre de l'Intérieur en juin 1940, député de Lesparre de 1919 à 1924 et 1928 à 1940. Assassiné par la Milice en 1944.
- Jean Marais (1913-1998) a habité avec sa mère, son frère, sa grand-mère et sa tante au 101 rue de Saint-Germain (avenue du Maréchal-Foch depuis 1929) durant 6 ans[101],[102]. Il a travaillé quelque temps aux usines Pathé, boulevard de la République, usines détruites depuis[103].
- Camille Perier : député puis pair de France, frère du président du Conseil de Louis-Philippe Casimir Perier : maire de Chatou de 1832 à 1844, auteur de l'abolition du péage de Chatou en 1835, mort à Chatou en 1844.
- Marcel Proust : a évoqué la ville de Chatou dans son roman Du côté de chez Swann paru en 1913.
- Georges Remon (1889-1963) : a vécu à Chatou au no 61, avenue Foch, des années trente à sa mort en 1963 ; décorateur, directeur de l'École des arts appliqués de la ville de Paris, il a participé avec son père Pierre Henri et son frère Willy à la décoration des grands paquebots tels que le « France » (1912), l'Aquitania (1913), le Vaterland (1913), le Paris (1921), l'Île-de-France (1927), l'Atlantique (1930), le Normandie (1935)…
- Pascal Roland : évêque de Moulins (2003-2012) et de Belley-Ars (2012), né à Chatou en 1951.
- Marcelle Romée (Marcelle Arbant) : actrice française née à Neuilly-sur-Seine (Hauts-de-Seine) le 7 février 1903 ; elle est décédée à Chatou le 3 décembre 1932.
- Christian Roux : romancier né à Chatou en 1963.
- Louis Silvy : polémiste janséniste, propriétaire du domaine de Chatou de 1804 à 1812.
- Hal Singer (né en 1919 ; décédé à Chatou le 18 août 2020 à l'âge de 100 ans) : saxophoniste de jazz, a résidé à Chatou jusqu'à son décès. Enterré au cimetière des Landes.
- Martial Solal : pianiste de jazz, compositeur, arrangeur et chef d'orchestre français, réside à Chatou.
- Victor Suin : sénateur et conseiller municipal de Chatou sous le Second Empire, vécut au no 19, rue Camille-Perier, mort à Chatou en 1877.
- Jean-Alexandre Talazac : ténor français, créateur d' « Hoffmann » dans Les Contes d'Hoffmann de Jacques Offenbach. Il possédait une propriété à Chatou, avenue de Saint-Germain, décédé en son domicile le 26 décembre 1892.
- Philippe Tesson : journaliste politique, ancien directeur de journal, directeur de théâtre, critique de théâtre. Il résidait à Chatou. Son fils, Sylvain Tesson, y a grandi, dans la maison familiale qu'il décrit comme ressemblant « à une datcha russe, mais d'une Russie sage. L'oisiveté n'y existait pas »[104].
- Antoine de Gabrielli de Gubbio, expert du travail et de ses implications dans la vie des familles et des couples, y habita de 1990 à 2019. Il intervient régulièrement dans le monde du travail et les médias sur l’égalité professionnelle entre hommes et femmes.
- Jean-Pierre Strugo, pilote de rallyes-raid automobile français y est né.
- Jean-Marie Viollet (abbé) : a reçu le titre de Juste parmi les nations (comité pour Yad Vashem) dont les noms figurent sur le mur d'honneur du Jardin des Justes à Jérusalem, mais également à Paris dans l'allée des Justes, près du Mémorial de la Shoah rue Geoffroy-L'Asnier[n 7].
- Maurice de Vlaminck : a vécu à Chatou où il avait un atelier, en compagnie de André Derain. Vlaminck s'est servi de la ville comme modèle dans plusieurs tableaux : La Châtaigneraie à Chatou (1905)[105], Le Pont de Chatou (1906-07)[106], La Seine à Chatou (1905)[107].

### Héraldique
| Blason de Chatou | Blason  | Écartelé : au premier d'azur à l'épée d'argent en pal, au deuxième et au troisième d'or au rosier terrassé de sinople et fleuri de trois pièces de gueules et au chef d'azur chargé de trois étoiles d'or, au quatrième d'azur au lion d'or. |
| Blason de Chatou | Détails | Ce blason est celui d'Henri Bertin, ancien seigneur de Chatou au XVIIIe siècle. Le statut officiel du blason reste à déterminer. |

## Pour approfondir